# Araneus carnifex
Araneus carnifex är en spindelart som först beskrevs av O. Pickard-Cambridge 1885.  Araneus carnifex ingår i släktet Araneus och familjen hjulspindlar. Inga underarter finns listade i Catalogue of Life.